# Benzendiol
Benzendioly nebo dihydroxybenzeny jsou organické sloučeniny mající dvě hydroxylové skupiny navázané na benzenovém kruhu, patří mezi fenoly. Existují celkem 3 izomery dihydroxybenzenu: 1,2-dihydroxybenzen (pyrokatechol), 1,3-dihydroxybenzen (resorcinol) a 1,4-dihydroxybenzen (hydrochinon):
| ortho izomer                                                                            | meta izomer                                                                           | para izomer                                                                   |
| --------------------------------------------------------------------------------------- | ------------------------------------------------------------------------------------- | ----------------------------------------------------------------------------- |
| pyrokatechol katechol 1,2-benzendiol o-benzendiol 1,2-dihydroxybenzen o-dihydroxybenzen | Resorcinol 1,3-benzendiol m-benzendiol 1,3-dihydroxybenzen m-dihydroxybenzen resorcin | Hydrochinon 1,4-benzendiol p-benzendiol 1,4-dihydroxybenzen p-dihydroxybenzen |
|                                                                                         |                                                                                       |                                                                               |

Všechny tyto sloučeniny jsou bezbarvé až bílé pevné látky, které však při styku s kyslíkem mohou ztmavnout.
Podobně jako u jiných fenolů je hydroxylová skupina na aromatickém kruhu slabě kyselá a odštěpuje vodíkový kationt z jednoho z hydroxylů za vzniku fenolátového aniontu.